# Dyserth Castle
Dyserth Castle är ett slott i Storbritannien.   Det ligger i kommunen Denbighshire och riksdelen Wales, i den södra delen av landet, 300 km nordväst om huvudstaden London. Dyserth Castle ligger 96 meter över havet.
Terrängen runt Dyserth Castle är platt västerut, men österut är den kuperad. Havet är nära Dyserth Castle åt nordväst. Runt Dyserth Castle är det ganska tätbefolkat, med 72 invånare per kvadratkilometer. Närmaste större samhälle är Prestatyn, 3,3 km norr om Dyserth Castle. Trakten runt Dyserth Castle består i huvudsak av gräsmarker.